# Gabar
Gabar (macedónul: Габар) település Észak-Macedóniában, a Északkeleti körzetben, Kriva Palanka községben.

## Népesség
| Lakosok száma | 591  | 675  | 709  | 643  | 436  | 158  | 159  | 67   | 12   |
|               | 1948 | 1953 | 1961 | 1971 | 1981 | 1991 | 1994 | 2002 | 2021 |

- 2002-ben 67 lakosa volt, akik mindannyian macedónok.